# Mike Porcaro
Vous lisez un « bon article » labellisé en 2007.
Pour les articles homonymes, voir Porcaro.
 Michael Joseph Porcaro dit Mike Porcaro, né le 29 mai 1955 à Hartford (Connecticut) et mort le 15 mars 2015 à Los Angeles, est un bassiste de rock américain, ancien membre du groupe Toto.
Issu d'une famille de musiciens, il est le fils du percussionniste Joe Porcaro et le frère de Steve Porcaro et de Jeff Porcaro, respectivement claviériste et batteur au sein de Toto. Il intègre le groupe en 1982 après le départ de David Hungate, puis il participe à la fin de l'enregistrement de Toto IV. L'album est récompensé de six Grammy Awards l'année suivante. Mike Porcaro joue par la suite sur tous les albums studio du groupe, depuis Isolation jusqu'à Falling in Between, sorti en février 2006. Son alchimie musicale avec son frère Jeff Porcaro, sa technicité et son style de jeu remarquable deviennent une marque de fabrique du groupe et lui valent le surnom de The Groove Master (« Le Maître du Groove »). Il co-écrit par ailleurs plusieurs chansons avec l'ensemble des membres de Toto.
En 2007, une sclérose latérale amyotrophique lui est diagnostiquée. Son état de santé l’empêchant de jouer et de se tenir debout, il ne participe plus aux concerts du groupe donnés pour le Falling in Between Tour. Il est alors remplacé par Leland Sklar. En 2010, les membres de Toto, séparés depuis juin 2008, effectuent une tournée européenne en son soutien.  Nathan East est choisi pour officier en tant que bassiste. En 2013, la Porcaro Charity Fund est créée par la femme du bassiste, dans le but de collecter des fonds pour lutter contre la maladie. En 2015, alors que Toto prépare la sortie d'un nouvel album, Toto XIV, l'état de santé de Mike Porcaro continue de se dégrader. Il meurt le 15 mars 2015 des suites de la maladie.

## Biographie

### Jeunesse et vie de famille

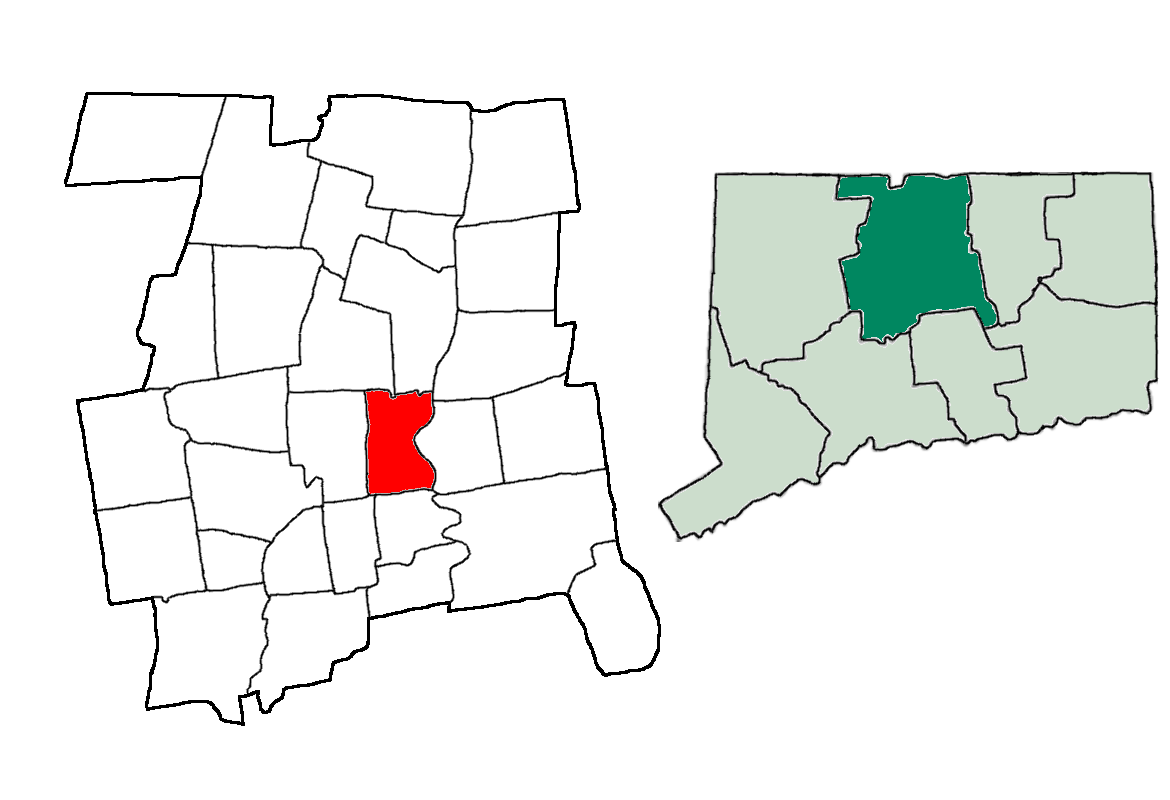
Mike Porcaro naît et grandit à Hartford, dans l'État du Connecticut.

Michael Joseph Porcaro naît le 29 mai 1955 à Hartford aux États-Unis. Il est le fils du percussionniste et batteur de jazz Joe Porcaro et de sa femme Eileen. Issu d'une famille de quatre enfants, il est le frère de Steve Porcaro et Jeff Porcaro, également musiciens. Steve est en effet claviériste et Jeff batteur.  Les frères Porcaro ont également une sœur qui se prénomme Joleen.
Durant sa jeunesse, Mike Porcaro prend des leçons de batterie, mais il choisit finalement la basse comme instrument principal. En effet, tout comme ses deux frères, il commence par l'apprentissage de la batterie, mais c'est en s'initiant à la contrebasse dans l'orchestre de son lycée qu'il commence sa formation de bassiste. Il consacre par la suite beaucoup de temps à son instrument, et acquiert un bon niveau rapidement. Mike Porcaro forme son premier groupe avec ses deux frères, « Rural Still Life », avec lequel il répète dans le garage de la maison familiale.
Le bassiste est marié et père de trois enfants, dont l'un s'appelle Jeffrey, en la mémoire de Jeff Porcaro. Ses deux autres enfants se prénomment Brianne et Samuel, sa femme Cheryl.

### Toto (1982-2006)

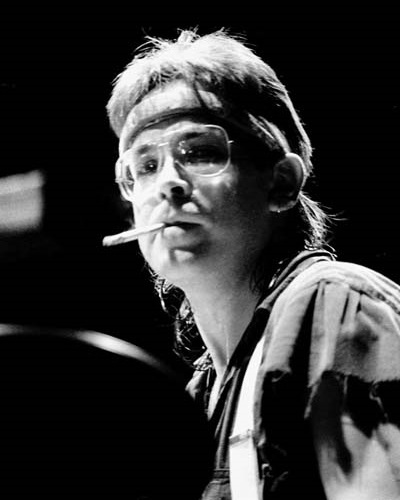
Jeff Porcaro en 1986, frère défunt de Mike Porcaro.

Avant de consacrer sa carrière à la musique, Mike Porcaro étudie dans le même lycée que son frère Jeff. Grâce à lui, il fait la connaissance de David Paich. Par la suite, il rencontre également Bobby Kimball, Steve Lukather et David Hungate en 1976.
Mike Porcaro connaît donc les membres du groupe Toto depuis les années 1970 et, à cette époque, il commence déjà à jouer avec eux.
En 1982, David Hungate quitte la formation avant la sortie de l'album Toto IV. Mike Porcaro est choisi pour le remplacer, et assiste aux derniers enregistrements, en jouant du violoncelle sur le titre Good For You,. Il est également présent à la cérémonie des Grammy Awards en 1983, à laquelle le groupe reçoit six récompenses. Dès son arrivée dans le groupe, Mike Porcaro est considéré comme le membre le plus discret et le plus effacé de l'équipe. Les autres membres de Toto lui donneront des surnoms tels que « The Groove Master », « Mickey » ou encore « Mister Time ».
En 1987, son frère Steve quitte le groupe pour entamer une carrière solo ; l'enregistrement de The Seventh One se fait sans lui.
Il participe aux enregistrements de Past to Present 1977-1990 en 1990, puis de Kingdom of Desire en 1992,. Quelques semaines avant la sortie de Kingdom of Desire, son frère Jeff meurt d'une crise cardiaque due à l'inhalation accidentelle d'un pesticide. Mike Porcaro, malgré la perte son frère, reste au sein du groupe, qui poursuit sa carrière avec l'enregistrement du premier album live Absolutely Live.
En 1995, Toto enregistre Tambu, dont le single The Turning Point est co-écrit par le bassiste.
En 1997, Mike Porcaro enregistre en collaboration avec son frère Steve et Joseph Williams, un single des « Porcaro Brothers » : Young at Heart. Ce morceau a été la chanson officielle de la finale de la Ligue des champions de 1997. Mike Porcaro en est le producteur, bassiste et un des percussionnistes. En 1999, il participe à l'enregistrement de l'album Supernatural de Santana ; il y joue de la basse sur le titre Primavera.
Après un travail de longue durée sur les albums Toto XX en 1997, Mindfields et Livefields en 1999 et leurs tournées respectives, l'ensemble du groupe a jugé nécessaire d'effectuer une longue pause. Steve Lukather et Simon Phillips ont notamment consacré un temps à leur carrière solo, alors que le bassiste a préféré passer le plus de temps possible avec les membres de sa famille.
En 2006, il participe à l'écriture de toutes les chansons de l'album Falling in Between.
Entre 1982 et 2006, Mike Porcaro ne manque aucune tournée avec Toto.

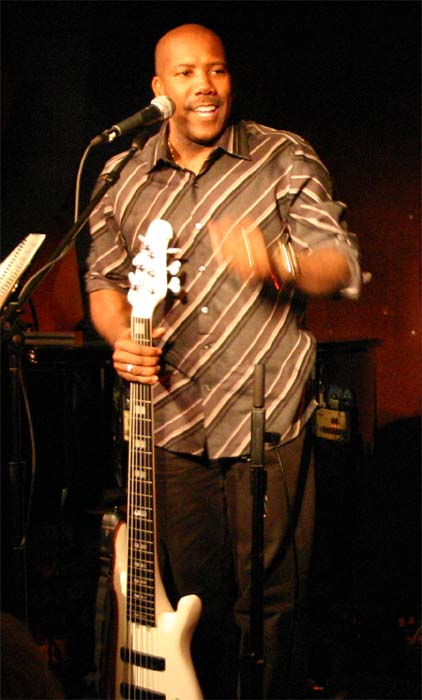
Nathan East remplace Mike Porcaro lors de la tournée célébrant les trente-cinq ans du groupe.

### Problèmes de santé et décès (2005-2015)
En 2005, avant la sortie de Falling in Between, le bassiste commence à ressentir des douleurs dans ses doigts puis dans ses deux mains. Après avoir consulté plusieurs médecins spécialistes, une sclérose latérale amyotrophique lui est diagnostiquée.
En 2007, Mike Porcaro ne participe pas à la deuxième partie du Falling in Between Tour de 2007, l'ultime tournée internationale du groupe avant sa dissolution, en juin 2008. Il est remplacé par Leland Sklar. En conséquence, il n'est pas présent lors de l'enregistrement du dernier album live du groupe, Falling in Between Live enregistré en mars 2007.
En février 2010, la nouvelle de la maladie de Mike Porcaro est officialisée au grand public. Steve Lukather, David Paich, Joseph Williams, Steve Porcaro et Simon Phillips décident de reformer Toto pour l'été 2010, afin d'effectuer des concerts en son soutien.
En 2011, Mike Porcaro concrétise son projet de sortir un album solo. Il assemble des enregistrements d'un concert de 2002 en hommage à son frère Jeff, dont des morceaux de Toto comme Africa et Rosanna sur un album intitulé Brotherly Love ,. Dans une interview accordée au Classic Rock Magazine en septembre 2012, David Paich confie que l'état de santé de Mike Porcaro continue de se dégrader depuis le diagnostic de sa maladie. Incapable de jouer ni de se tenir debout, il se déplace en fauteuil roulant aidé par sa femme Cheryl. Lors de la tournée internationale de 2013 célébrant les trente-cinq années de carrière de Toto, le bassiste Nathan East remplace ainsi Mike Porcaro sur scène.
En janvier 2013, Steve Lukather déclare que Mike Porcaro « ne pourra plus jamais jouer de la basse ». La même année, Cheryl Porcaro, la femme du bassiste, fonde la Porcaro Charity Fund, une association dont le but est de récolter des fonds pour la lutte contre la sclérose latérale amyotrophique.
Mike Porcaro meurt le 15 mars 2015, emporté par la maladie,. Il est inhumé quelques jours plus tard au Forest Lawn Memorial Park de Los Angeles.

## Personnalité artistique
Dans sa jeunesse, Mike Porcaro est influencé par Chuck Rainey, Jerry Jemmott ou encore James Jamerson, dont il est un grand admirateur,. Lorsqu'il intègre Toto en 1982, le bassiste jouit d'une alchimie musicale parfaite avec son frère batteur. Cette section rythmique basse et batterie devient l'un des piliers du succès du groupe auprès du public. Les frères Porcaro recherchent en effet une certaine complexité rythmique, qui se combine à la guitare de Steve Lukather, musicien polyvalent ainsi qu'aux claviers de David Paich. Cette prestation technique remarquable fait de Toto l'un des groupes de rock progressif touchant le plus large public. Malgré le décès de son frère, Mike Porcaro noue une relation musicale similaire avec son successeur à la batterie, Simon Phillips. En près de vingt-cinq ans de carrière avec Toto, Mike Porcaro change à plusieurs reprises de basse. Après avoir utilisé une Ibanez Roadstar pour les albums Toto IV et Isolation, il joue sur Fahrenheit, dans le clip du single I'll Be Over You avec une Status 2000, reconnaissable au fait qu'elle ne possède pas de tête. Parmi tous les instruments qu'il possède, Mike Porcaro déclare préférer la « F », que Alain Caron lui a fait découvrir. Par ailleurs, il n'est pas un adepte des basses fretless.
Il commence sa dernière tournée avec Toto, le Falling in Between Tour, avec une Peavey 5-string Cirrus,, qu'il possède depuis la tournée des vingt-cinq ans du groupe Live in Amsterdam. Cette basse, qui lui a été proposée par le dirigeant de l'entreprise Peavey, possède cinq cordes. En effet, le bassiste joue depuis le milieu des années 1980 sur des instruments qui disposent d'une corde de Si grave en plus. Il utilise, pour l'enregistrement du disque, trois autres basses dont une  G&L L2500.
Par ailleurs, Mike Porcaro n'utilise le médiator que périodiquement. Sur Falling in Between, il privilégie le jeu aux doigts. Il déclare : « Je trouve qu'il est plus facile de faire ressentir une émotion, une sensibilité, en jouant avec les doigts plutôt qu'en tambourinant au médiator. ». Porcaro n'utilise cependant pas seulement cette technique de jeu ; il joue au médiator sur des morceaux comme Home of the Brave ou fait usage du slap sur des morceaux tels que Rosanna, Can You Hear What I'm Saying, Mushanga. Son jeu, mélangeant des influences rock et de jazz-rock, se caractérise par son groove et des lignes mélodiques dépouillées.
Par sa technique de jeu, Porcaro influence de nombreux musiciens. Il est par ailleurs un des premiers à avoir joué d'une basse à cinq cordes sur la côte ouest des États-Unis, en 1977, étant ainsi à l'origine de l'engouement pour cet instrument.

## Discographie

### Toto

#### Albums studio
- 1982 : Toto IV
- 1984 : Isolation
- 1986 : Fahrenheit
- 1988 : The Seventh One
- 1990 : Past to Present (1977-1990)
- 1992 : Kingdom of Desire
- 1995 : Tambu
- 1997 : Young at Heart (single)
- 1998 : XX
- 1999 : Mindfields
- 2002 : Through The Looking Glass
- 2006 : Falling in Between

#### Albums live
- 1993 : Absolutely Live
- 1999 : Livefields
- 2003 : Live in Amsterdam

### Solo
- 2011 Brotherly Love

### Collaborations
- 1999 : Primavera sur l'album Supernatural de Carlos Santana